# Amplypterus pavonica
Amplypterus pavonica är en fjärilsart som beskrevs av Moore 1877. Amplypterus pavonica ingår i släktet Amplypterus och familjen svärmare. Inga underarter finns listade i Catalogue of Life.